# RFC Roermond
Roermondse Football Club Roermond, kortweg RFC Roermond, was een Nederlandse amateurvoetbalclub uit Roermond in Limburg. De club was opgericht op 1 mei 1900 als RFC Roermondia.

## Geschiedenis
RFC Roermond kwam tot stand door een fusie van de voetbalclubs Roermondia en RVV (Roermondse Voetbal Vereniging) in 1920. Het bestuur van RFC Roermond besloot om de club bij de voorloper van de KNVB in plaats van de katholieke voetbalbond aan te melden. Een bekende speler van RFC Roermond die uitkwam voor het Nederlands elftal is Pierre Massy. In de jaren twintig was Pierre zelfs zo populair in Roermond dat er speciale Pierre Massy-dassen, -broeken en -jassen werden verkocht. Met RFC Roermond veroverde Pierre Massy in 1936 als eerste Limburgse club de KNVB Beker. Een andere international die RFC heeft voortgebracht is Harry Schreurs, die tot twee interlands kwam.

## Sportpark Stadsweide
RFC moest in 2001 haar vertrouwde sportterrein aan de Maashaven verlaten vanwege de komst van het Designer Outlet Roermond. De gemeente Roermond maakte plaats op de Leropperweg om een nieuw sportpark te stichten. Dit nieuwe sportpark werd al snel omgedoopt tot het Pierre Massy Sportpark. Helaas gleed de club op haar nieuwe locatie zowel sportief als financieel af, waardoor de club in 2009 het sportpark noodgedwongen moesten verkopen. De club kreeg één jaar dispensatie van de KNVB om een nieuwe accommodatie te vinden. Dit lukte en maakte met ingang van seizoen 2010/2011 gebruik van de velden van SVH'39 in Herkenbosch.
Sportpark Stadsweide werd gedeeld met Katholieke Sportvereniging Swift totdat zij ook noodgedwongen de locatie moest verlaten en fuseerde met Sportvereniging Victoria Roermond tot SVC 2000.

## Fusie
In de seizoenen 2016/17 en 2017/18 waren vooruitlopend op de fusie met SV EMS alle teams als samengestelde teams met SV EMS ingedeeld. Echter in de zomer van 2018 ketste de fusie af. RFC zou orde op zaken stellen om een fusie mogelijk te maken. Helaas is RFC er niet in geslaagd om de problemen op te lossen. Hierdoor hield de club op te bestaan en werd zij opgeheven.

## Overzichtslijsten

### Competitieresultaten vanaf 1923/24 tot 2017/18
| 1 2C |

| 1 2C |

| 6 |

| 8 |

| 9 |

| 7 |

| 10 |

| 1 2B |

| 9 2B |

| 7 2B |

| 2 2B |

| 1 2B |

| 8 |

| 7 |

| 7 |

| 9 |

| 12 |

| 11 |

| 11 |

| 11 |

| 12 |

|  |

| 11 |

| 4 2B |

| 8 2B |

| 10 2B |

| 7 2B |

| 10 2B |

| 1 3C |

| 7 2B |

| 3 2B |

| 2 2B |

| 10 1C |

| 5 1C |

| 9 1C |

| 10 1C |

| 12 1C |

| 3 2A |

| 4 2B |

| 1 2A |

| 2 1F |

| 4 1F |

| 5 1F |

| 2 1F |

| 5 1F |

| 1 1F |

| 6 1F |

| 10 1F |

| 5 1F |

| 11 1F |

| 4 2B |

| 10 1F |

| 6 1F |

| 7 1F |

| 3 1F |

| 2 1F |

| 1 1F |

| 5 C |

| 5 C |

| 14 C |

| 6 1F |

| 7 1F |

| 12 1F |

| 10 1F |

| 9 1F |

| 1 2B |

| 11 1E |

| 1 2B |

| 7 1F |

| 3 1F |

| 4 1F |

| 10 C |

| 14 C |

| 2 1D |

| 7 1D |

| 9 1D |

| 9 1D |

| 6 1D |

| 12 1D |

| 7 2H |

| 3 2H |

| 10 2H |

| 5 3B |

| 4 3C |

| 9 3C |

| 9 3B |

|  |

| 3 6C |

| 5 5D |

| 11 5D |

| 4 6B |

| 9 5D |

| 8 5D |

| 6 5D * |

| 3 5C * |

| Hoofdklasse | Eerste klasse | Tweede klasse | Derde klasse | Vijfde klasse | Zesde klasse |

* Als samengesteld team onder de naam SV EMS/RFC

### Erelijst
Districtsbeker Zuid II
Winnaar in 1979/80
KNVB Beker
Winnaar in 1935/36

## Bekende (oud-)spelers
- Pierre Massy
- Harry Schreurs
- Ger Schuman